# Провінція Сіма
Провінція Сіма (яп. 志摩国 — сіма но куні, «країна Сіма»; 志州 — сісю, «провінція Сіма») — історична провінція Японії у регіоні Кінкі на острові Хонсю. Відповідає однойменному півострову у східній частині префектури Міє.

## Короткі відомості
Провінція Сіма була утворена у 8 столітті. Її адміністративний центр, ймовірно, знаходився у місті Аґо.
Віддавна провінція Сіма славилась морепродуктами. Її обов'язком було постачати рибу та інші дари моря до імператорського столу.
З 13 століття провінцією Сіма правив рід Ходзьо, а з 15 століття — рід Кітабатаке. У 16 столітті на території провінції були сформовані піратські загони, під проводом родини Кукі. Їх флот допомагав Оді Нобуназі у війні проти роду Морі і буддистів Ісіяма Хонґандзі.
У період Едо (1603—1867) у провінції Сіма була утворено володіння Тоба-хан, яке почергово належало родам Кукі, Найто, Мацудайра та Інаґакі.
У результаті адміністративної реформи 1872 року провінція Сіма увійшла до складу префектури Міє.

## Повіти
- Аґо 英虞郡
- Тосі 答志郡